# Ніккі ДеЛоач
Ні́ккі Дело́ач (англ. Nikki DeLoach, повне ім'я — Е́шлі Ніко́ль ДеЛо́ач, англ. Ashlee Nicole DeLoach; 9 вересня 1979, Вейкросс, Джорджія, США) — американська акторка, співачка.

## Ранні роки
Ешлі Ніколь Делоач народилася 9 вересня 1979 року у містечку Вейкросс, штат Джорджія, США. Батько — працівник на різноманітних підприємствах із деревообробки, вантажоперевезення і сільського господарства, мати — доглядач. Ніккі має молодших брата і сестру.
Її першим публічним виступом була участь у щорічному шоу талантів у середній школі «Пірс Каунті» у маленькому містечку Блекшир, штат Джорджія. У цьому ж містечку і пройшло її дитинство.
Будучи дитиною, Ніккі ДеЛоач брала активну участь у театралізованому світі, виграючи численні державні та національні титули.

## Кар'єра
У 12 років Ніккі стала учасницею популярного шоу «Новий Клуб Мікі Мауса» разом з Джастіном Тімберлейком, Крістіною Агілерою, Брітні Спірс та Райаном Гослінгом.
У той же час вона виконувала ролі у телевізійних серіалах «Смарагдова бухта» (1994) та «Нещастя любить компанію» (1995).
Коли «Клуб Мікі Мауса» було скасовано у 1996 році, ДеЛоач повернулась до своєї місцевої середньої школи. Незабаром вона разом з бабусею переїхала до Лос-Анджелеса, щоб продовжити акторську кар'єру.
Свої перші ролі у кіно Ніккі ДеЛоач зіграла у 1997 році у стрічках «Опівнічний стрілець» та «Мандрівник». Того ж року вона зіграла роль в одній із серій телесеріалу «Вокер, техаський рейнджер».
У 1998 році Ніккі ДеЛоач стала учасницею дівочого поп-гурту «Innosense». Менеджером гурту була мати Джастіна Тімберлейка, Лінн Гарлесс. Деякий час однією з учаснициць гурту була Брітні Спірс. Гурт «Innosense» зіграв епізодичну роль у фільмі «Воля випадку» (2001).
Після виходу з гурту ДеЛоач зосередилася на акторській роботі. Починаючи з 2004 року вона знімалася переважно у телесеріалах, найвідомішими з яких є «Місце злочину: Нью-Йорк», «Мертва справа», «Дні нашого життя».
У 2006 році ДеЛоач зіграла головну роль комп'ютерного аналітика Хоуп Кессіді у фільмі «Мережа 2.0», що є продовженням трилеру «Мережа» (1995).
Протягом 2008–2010 років Ніккі ДеЛоач зіграла кілька епізодичних ролей у кіно, а також головну роль у фільмі жахів «Маскарад» (2010).
У 2011 році ДеЛоач знялася у французькій комедії «Голліву» з Флоренс Форесті та Жамелем Деббузом.
Також з 2011 року Ніккі грає одну з головних ролей у серіалі «Незграбна» на каналі MTV.

## Особисте життя
У вересні 2009 року Ніккі ДеЛоач одружилась з Райаном Гуделлом, котрий був учасником поп-гурту «Take 5».
Навесні 2012 року ДеЛоач завершила навчання, отримавши вчений ступінь у галузі психології та англійської мови у Мерілендському університеті.
Ніккі ДеЛоач співпрацює з організаціями, які борються за поліпшення державної освіти.

## Фільмографія

### Кіно
- 1997 — Опівнічний стрілець / Gunfighter's Moon — Крістен Ярнелл
- 1997 — Мандрівник / Traveller — Кейт
- 2001 — Воля випадку / Longshot — учасниця гурту Innosense
- 2006 — Мережа 2.0 / The Net 2.0 — Хоуп Кессіді
- 2008 — Хлопці будуть в захваті / The House Bunny — висока білява дівчина
- 2008 — Американська казка / An American Carol — Лілі
- 2010 — Маскарад / Maskerade — Дженніфер
- 2010 — Уроки польоту / Flying Lessons — Міла
- 2010 — Ріка-запитання / The River Why — молода мама
- 2010 — Процес / The Trial — Мінді
- 2010 — Кохання та інші ліки / Love and Other Drugs — Крісті
- 2011 — Відповіді ні до чого / Answers to Nothing — Джорджія
- 2011 — Голліву / Hollywoo — Дженніфер Маршалл
- 2012 — Диявол в деталях / The Devil's in the Details — Клер
- 2012 — Кривавий Місяць / Blood Moon (короткометражний) — Мелінда

### Телебачення
- 1994 — Смарагдова бухта / Emerald Cove (телесеріал) — Анджела Маллой
- 1995 — Нещастя любить компанію / Misery Loves Company (телесеріал) — Трейсі
- 1996 — Ніколи не здавайся / Never Give Up: The Jimmy V Story (телефільм)
- 1997 — Вокер, техаський рейнджер / Walker, Texas Ranger (телесеріал) — Джессіка Кертіс
- 2004-2005 — Північний берег / North Shore (телесеріал) — Марі Жанн Беванс
- 2005 — Основа для життя / Grounded for Life (телесеріал) — Кріссі
- 2006 — Несподіване щастя / Windfall (телесеріал) — Санні ван Хаттем
- 2006 — Місце злочину: Нью-Йорк / CSI: NY (телесеріал) — Лорелай Денніс
- 2007 — Собаки на службі у закону / Law Dogs (телефільм) — офіцер Бет Джайлз
- 2007 — Мертва справа / Cold Case (телесеріал) — Тессі Бартрем
- 2007-2009 — Дні нашого життя / Days of Our Lives (телесеріал) — Бренда
- 2008 — Без сліду / Without a Trace (телесеріал) — Лейсі Моран
- 2011 — Захисники / The Defenders (телесеріал) — Аманда
- 2011 — Світлофор / Traffic Light (телесеріал) — Аліша
- 2012 — Двійник / Ringer (телесеріал) — Шейлін Бріггс
- 2011-дотепер — Незграбна / Awkward (телесеріал) — Лейсі Гамільтон
- 2012 — Золоте Різдво 3 / A Golden Christmas 3 (телефільм) — Джулія

## Музична кар'єра
Ніккі ДеЛоач була учасницею поп-гурту «Innosense» (1997–2003).

### Альбоми
- 2000 — So Together (RCA Records)

### Сингли
- 1998 — Wherever You Are
- 2000 — Say No More